# Francisco Javier de Ulloa
Francisco Javier de Ulloa y Remírez de Laredo (San Fernando, Cádiz, 17 de agosto de 1777 - Madrid, 1855), fue un marino y militar español que participó en la batalla de Trafalgar, siendo luego el 22.º Capitán general de la Real Armada Española.

## Biografía
Hijo del célebre científico y funcionario colonial español Antonio de Ulloa y de la dama limeña Francisca Remírez de Laredo y Encalada, hija del I Conde de San Javier y Casa Laredo, perteneciente por lo tanto a una acaudalada familia con raíces en el Virreinato del Perú y Chile.
| Predecesor: Luis María Salazar Salazar | Ministro de Marina 1832 - 1833 | Sucesor: José de la Cruz |

- Datos: Q5559263